# Metadorcinus sylviae
Metadorcinus sylviae es una especie de coleóptero de la familia Lucanidae.

## Distribución geográfica
Habita en Bolivia.